# James Garner (futbolista)
James David Garner (Birkenhead, Regne Unit, 13 de març de 2001) és un futbolista anglès que juga com a migcampista al club anglès Manchester United FC.

## Trajectòria

### Inicis
Garner va néixer a Birkenhead, Anglaterra. Va fitxar per l'acadèmia del Manchester United FC a l'edat de vuit anys. Va jugar els seus primers partits amb l'equip sub-18 a finals de la temporada 2016-17, entrant com a substitut en els partis contra l'Arsenal FC i el Blackburn Rovers. Durant la temporada 2017-18 va ser un habitual en les alineacions de l'equip sub-18, marcant quatre gols en 24 partits en totes les competicions, guanyant el títol de la Premier League North; no obstant, es va perdre la final de la competició contra el Chelsea FC ja que es trobava convocat amb la selecció sub-17. També va jugar vuit partits amb l'equip sub-19 del United a la Lliga Juvenil de la UEFA, on van ser eliminats a vuitens de final contra el Liverpool.

### Temporada 2018-19
Garner va viatjar amb el primer equip del Manchester United a la gira de pretemporada d'estiu als Estats Units, jugant com a titular contra el San Jose Earthquakes el 22 de juliol, sent substituït per Scott McTominay a la mitja part. També va participar com a substitut als partits contra el Reial Madrid l'1 d'agost i el Bayern de Múnic el 5 d'agost. Amb la classificació per als vuitens de final de la Lliga de Campions de la UEFA 2018–19 assegurada, Garner va ser convocat per a l'últim partit de la fase de grups contra el València el 12 de desembre, però no va participar en el partit. Va ser convocat pel partit de tercera ronda de la FA Cup contra el Reading el 5 de gener de 2019, però novament no va sortir de la banqueta.
El 27 de febrer de 2019 va debutar amb el primer equip a la Premier League substituint Fred al minut 90, en la victòria fora de casa per 3-1 contra el Crystal Palace. El 15 de març va signar una ampliació de contracte, ampliant el seu compromís amb el United fins al juny de 2022, amb opció a un any més.

### Temporada 2019-20
Garner va tornar a participar en la gira de pretemporada amb el primer equip, amb altres jugadors del planter com Angel Gomes, Tahith Chong i Mason Greenwood. Va entrar com a substitut al minut 83 del primer partit de la pretemporada contra el Perth Glory, i va marcar el seu primer gol amb el primer equip dos minuts més tard.
El 24 d'octubre de 2019 va debutar amb el United en competició europea contra el Partizan, en partit de la Lliga Europa de la UEFA.

## Trajectòria internacional
Garner va ser el capità de la selecció anglesa sub-17 que va arribar a les semifinals del Campionat d'Europa de futbol sub-17 de 2018.

## Estadístiques
Actualitzat a 28 de novembre de 2019
| Club                 | Temporada        | Lliga            | Lliga   | Lliga | FA Cup  | FA Cup | EFL Cup | EFL Cup | Europa  | Europa | Total   | Total |
| Club                 | Temporada        | Divisió          | Partits | Gols  | Partits | Gols   | Partits | Gols    | Partits | Gols   | Partits | Gols  |
| -------------------- | ---------------- | ---------------- | ------- | ----- | ------- | ------ | ------- | ------- | ------- | ------ | ------- | ----- |
| Manchester United FC | 2018-19          | Premier League   | 1       | 0     | 0       | 0      | 0       | 0       | 0       | 0      | 1       | 0     |
| Manchester United FC | 2019-20          | Premier League   | 1       | 0     | 0       | 0      | 0       | 0       | 3       | 0      | 4       | 0     |
| Total de carrera     | Total de carrera | Total de carrera | 2       | 0     | 0       | 0      | 0       | 0       | 3       | 0      | 5       | 0     |